# Luggauer Bach (Gasteiner Ache)
Der Luggauer Bach (auch Luggaubach und Luggauerbach) ist ein linker Nebenbach der Gasteiner Ache in der Gemeinde Dorfgastein im österreichischen Bundesland Salzburg.

## Geografie
Der Luggauer Bach entspringt auf einer Höhe von 1882 m ü. A. zwischen Bergen Jedlkopf und Wachtberg in der Goldberggruppe. Er weist eine Gesamtlänge von 5,3 km auf. Sein Einzugsgebiet ist 9,9 km² groß. Der Bach verläuft zunächst grob von Südwesten nach Nordosten. Der Fernwanderweg Salzburger Almenweg führt entlang des oberen Bachabschnitts. Der Luggauer Bach nimmt linksseitig den Präaualmbach (auch Präer Almbach) auf, dessen Einzugsgebiet sich auf 4,2 km² beläuft.

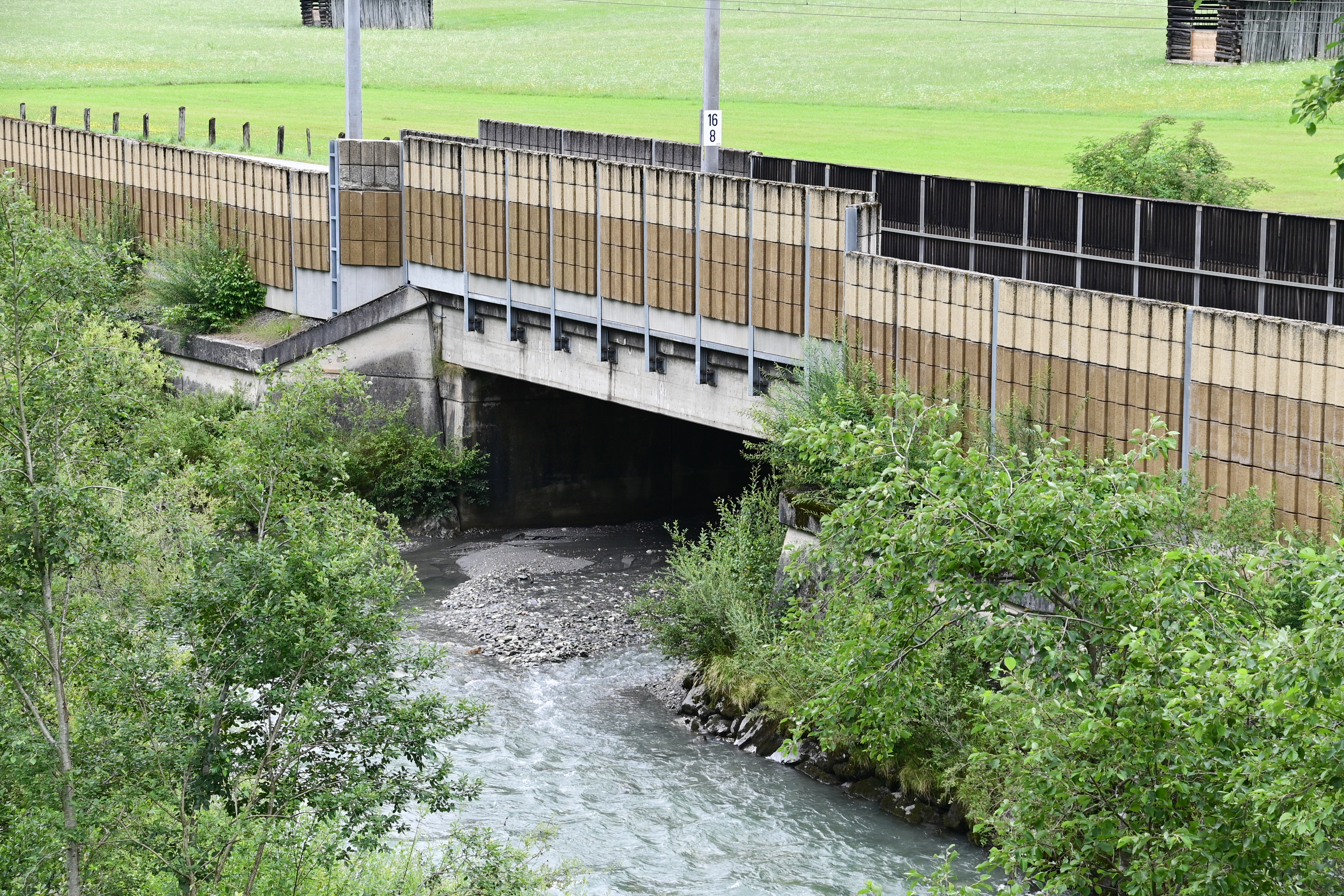
Mündung des Luggauer Bachs in die Gasteiner Ache

Nun schlägt der Luggauer Bach eine Fließrichtung von Westen nach Osten ein. Er verläuft am südlichen Ortsrand des namensgebenden Dorfes Luggau. Dort quert ihn zunächst eine Straße über die Zefererbrücke, gleich gefolgt von der Strecke der Tauernbahn über die Luggauer Brücke, die eine Länge von 19 m aufweist. Die Wiener Zeitung berichtete bereits im Jahr 1905 von der Bahnfahrt über den Luggauer Bach, dass „sich eine prächtige Aussicht auf den schluchtartig eingerissenen Bachdurchbruch eröffnet.“ Der Bach mündet schließlich auf einer Höhe von 826 m ü. A. linksseitig in die Gasteiner Ache.

## Geschichte
Der Luggauer Bach galt schon in den 1880er Jahren neben dem Bernkogelbach und dem Harbach als der bezüglich Hochwasser gefährlichste Wildbach im Gasteinertal. Überschwemmungen am 10. Juni 1885 richteten Schäden an Getreidefeldern und Brücken im Wert von 3960 Gulden an. Im Zuge der Errichtung der 1905 eröffneten Tauernbahn wurde der Bachverlauf korrigiert.
Nach mehreren Jahrzehnten ohne Hochwasserschäden trat der Luggauer Bach infolge eines schweren Unwetters am 30. Juli 1938 über die Ufer. Das Dorf Luggau wurde überschwemmt und Wiesen und Felder wurden vermurt. Schon am 9. August 1938 kam es erneut zu Hochwasser, das nur in mehrstündiger Arbeit eingedämmt werden konnte. Im Sommer 1943 zerstörte der nach einem Gewitter Hochwasser führende Bach zwei Brücken.

## Wirtschaft
Die Österreichischen Bundesforste betreiben das in Mündungsnähe gelegene Kleinwasserkraftwerk Luggauerbach. Es wurde im März 2018 fertiggestellt. Seine durchschnittliche Jahreserzeugung beträgt vier Millionen Kilowattstunden und seine Nennleistung 1100 Kilowatt. Das Kraftwerksgebäude weist eine Lärchenholz-Verkleidung in Wellenform auf.